# 小行星1912
小行星1912（1912 Anubis）是一颗绕太阳运转的小行星，为主小行星带小行星。该小行星于1960年9月24日发现。
該小行星以埃及神話的死神阿努比斯命名。

## 轨道参数
小行星1912的轨道半长轴为2.9010853 UA，离心率为0.097。